# Чайков
Чайков (словац. Čajkov) — село, громада округу Левіце, Нітранський край. Кадастрова площа громади — 23.94 км².
Населення 948 осіб (станом на 31 грудня 2018 року).

## Географія
Протікає Чайковський потік.

## Історія
Чайков згадується 1276 року.

## Населення
| Рік:            | 1994. | 2004.   | 2014.   | 2024.   |
| --------------- | ----- | ------- | ------- | ------- |
| Кількість осіб: | 1081  | 1034    | 978     | 930     |
| Різниця:        |       | -4,34 % | -5,41 % | -4,90 % |

| Рік:            | 2023. | 2024.   |
| --------------- | ----- | ------- |
| Кількість осіб: | 933   | 930     |
| Різниця:        |       | -0,32 % |